# Girolamo Seripando
Girolamo Seripando (Troia, 6 maggio 1493 – Trento, 17 marzo 1563) è stato un cardinale e arcivescovo cattolico italiano, fu priore generale dell'Ordine Agostiniano dal 1539 al 1551.

## Biografia
Nacque a Troia (Puglia) il 6 maggio 1493. Di famiglia nobile, fu avviato alla professione forense. A 14 anni tuttavia, con la morte dei genitori, entrò nell'Ordine agostiniano. Fu allievo di Juan de Valdés, lo spagnolo fuggito dall'Inquisizione iberica, stanziatosi poi in Campania sotto la protezione del cardinale Gonzaga. Studiò greco, ebraico, filosofia e teologia.
Insegnò teologia a Siena (1515) e Bologna (1517), e acquisì vasta fama come predicatore, teologo ed esegeta.
Nel 1532 fu eletto vicario generale dell'Ordine e quindi nominato direttore della Congregazione di San Giovanni a Carbonara dove tramite il generale Gabriele Veneto diede attuazione al progetto di Egidio da Viterbo. Dal 1539 al 1551 fu priore generale dell'Ordine e durante la carica iniziò per l'ordine il periodo di massima fioritura. Gli agostiniani, impegnandosi nelle missioni in America, Asia e Africa, propagarono l'ordine anche in queste terre. In questo ruolo, svolse anche un ruolo di primo piano al Concilio di Trento (1546), dove cercò senza successo di mediare con le posizioni dei riformati ed evitare una rottura completa.
Arcivescovo di Salerno dal 1554, Papa Pio IV lo elevò al rango di cardinale nel concistoro del 26 febbraio 1561 assegnandogli il titolo cardinalizio presbiterale di Santa Susanna.
Morì a Trento il 17 marzo 1563 all'età di 69 anni.

## Genealogia episcopale e successione apostolica
La genealogia episcopale è:
- Cardinale Guillaume d'Estouteville, O.S.B.Clun.
- Papa Sisto IV
- Papa Giulio II
- Cardinale Raffaele Sansone Riario
- Papa Leone X
- Papa Clemente VII
- Cardinale Antonio Sanseverino, O.S.Io.Hieros.
- Cardinale Giovanni Michele Saraceni
- Cardinale Girolamo Seripando, O.E.S.A.

La successione apostolica è:
- Cardinale Ercole Gonzaga (1561)

## Opere principali
- Novae constitutiones ordinis S. Augustini, Venice, 1549
- Oratio in funere Caroli V imperatoris, Naples, 1559
- Prediche sopra il simbolo degli Apostoli, etc., Venice, 1567
- Commentarius in D. Pauli epistolas ad Galatas, Venice, 1569
- Commentaria in D. Pauli epistolas ad Romanos et ad Galatas, Naples, 1601
- De arte orandi, Lyons, 1670